# ホイッパー・ビリー・ワトソン
ホイッパー・ビリー・ワトソン（"Whipper" Billy Watson、本名：William John Potts、1915年7月25日 - 1990年2月4日）は、カナダのプロレスラー。オンタリオ州トロント出身のアイルランド系カナダ人。
地元のトロント地区では英雄的存在であり、力道山も日本プロレスへの招聘を何度となく計画したが、本国でのスケジュールの問題で来日は実現しなかった。実の息子もプロレスラーで、ホイッパー・ビリー・ワトソン・ジュニアを名乗って活動していた。

## 来歴
1936年、英国でのトニー・ベアー戦でデビューといわれるが、1940年にデビューしたという説もある。1941年7月5日、自身初のタイトルとなるカナディアン・ヘビー級王座を獲得。翌1942年4月、トロントでNWA英連邦ヘビー級王座を奪取。1947年2月21日、ミズーリ州セントルイスで旧NWA（ナショナル・レスリング・アソシエーション）世界王者のビル・ロンソンに反則勝ちし、アソシエーション版のNWA世界ヘビー級王座を獲得するが、2か月後にルー・テーズに奪取された。
その後、フランク・タニーの主宰するトロントのメープル・リーフ・レスリングを主戦場に、1952年から1960年にかけて、NWAカナディアン・オープン・タッグ王座を再三獲得。グレート東郷&トシ東郷のトーゴー・ブラザーズともタイトルを争った。
1956年3月15日、トロントにてルー・テーズを破り、ナショナル・レスリング・アライアンス発足後のNWA世界ヘビー級王座を奪取。以降、「ルー・テーズを破りNWA王座に輝いた男」として紹介され、約8か月に渡って王座を保持。ゴージャス・ジョージ、ハンス・シュミット、レオ・ノメリーニ、ジン・キニスキー、キラー・コワルスキー、フリッツ・フォン・エリック、パット・オコーナー、スカイ・ハイ・リー、ハードボイルド・ハガティ、ボボ・ブラジル、ジェス・オルテガ、エンリケ・トーレス、ビル・ミラー、ディック・ハットン、バディ・ロジャースなどの強豪の挑戦を退けたが、同年11月9日、セントルイスにてテーズに敗れ王座転落。
陥落後はトロントをはじめバンクーバーやカルガリーなどカナダ各地で活動し、ジョニー・バレンタイン、ドン・レオ・ジョナサン、ザ・シークなどを相手に好勝負を演じた。1963年12月27日にはAWAのカナダでの拠点だったマニトバ州ウィニペグにて、バーン・ガニアと組んでキンジ渋谷&ミツ荒川の日系悪党コンビと対戦している。1965年1月9日にはドン・レオ・ジョナサンをパートナーに、アル・コステロ&ロイ・ヘファーナンのファビュラス・カンガルーズからマニトバ版のカナディアン・タッグ王座を奪取した。
1968年8月25日、トロントにてマーク・ルーインと組み、タイガー・ジェット・シン&ブル・カリーからトロント版のインターナショナル・タッグ王座を奪取したのが最後のタイトル戴冠となり、1971年に引退した。以降もトロント地区のレジェンドとしてメープル・リーフ・レスリングに時折登場し、1978年12月17日には、トロント版NWAカナディアン・ヘビー級王座の初代チャンピオンとなったディノ・ブラボーにベルトを授与した。
1990年2月4日、心臓発作により74歳で死去。現役選手時代のワトソンについて、ルー・テーズは「荒っぽくてファイトの塊のようなレスラーだった」と評しており、そのハードなファイトスタイルのために怪我も多く、全身68箇所を骨折していたが、それでもリングに上がっていたという。

## 得意技
- アイリッシュ・ホイップ（巻き投げ。ニックネームである「ホイッパー」の由来）
- スリーパー・ホールド

## 獲得タイトル
ナショナル・レスリング・アソシエーション
- NWA世界ヘビー級王座：1回

ナショナル・レスリング・アライアンス
- NWA世界ヘビー級王座：1回

メープル・リーフ・レスリング
- NWAブリティッシュ・エンパイア・ヘビー級王座（トロント版）：9回
- NWAカナディアン・オープン・タッグ王座：11回（w / パット・フラナガン、ユーボン・ロバート、オンブレ・モンタナ、テックス・マッケンジー、アントニオ・ロッカ、パット・オコーナー、ユーコン・エリック×2、ボボ・ブラジル、Bernard Vigal、イリオ・ディパオロ）
- NWAインターナショナル・タッグ王座（トロント版）：9回（w / ユーコン・エリック、Bill Soloweyko、ビリー・レッド・ライオン、ブルーノ・サンマルチノ、ジョニー・バレンタイン×2、ブルドッグ・ブラワー×2、マーク・ルーイン）

スタンピード・レスリング
- NWAカナディアン・ヘビー級王座（カルガリー版）：1回

NWAオールスター・レスリング
- NWA大英帝国ヘビー級王座（バンクーバー版）：1回
- NWAカナディアン・タッグ王座（バンクーバー版）：1回（w / ダン・ミラー）
- NWA太平洋岸タッグ王座：3回（w / Roy McClarty、ミスター・クリーン、ベアキャット・ライト）

アレックス・ターク・プロモーションズ
- カナディアン・タッグ王座（マニトバ版）：1回（w / ドン・レオ・ジョナサン）